# A31 (Groot-Brittannië)
De A31 is en 140 km lange weg in Engeland.
De weg verbindt Guildford via Farnham,  Winchester, Ringwoud en Wimborne Minster met Bere Regis.

## Hoofdbestemmingen
- Farnham
- Winchester
- Ringwood
- Wimborne Minster
- Bere Regis